# Шелки

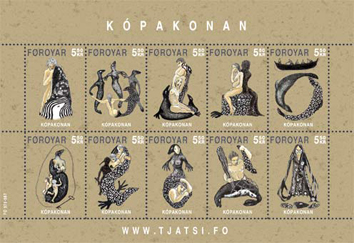
Шелки на почтовых марках Фарерских островов

Ше́лки (Се́лки, англ. Selkie) — мифические существа из шотландского и ирландского фольклора (в Ирландии их называют роаны), морской народ, прекрасные люди-тюлени.

## Внешний вид и поведение
Внешне похожи на тюленей с карими глазами. Добрые, нежные и грациозные. Тюленьи шкуры позволяют им жить в море, однако они время от времени должны выныривать, чтобы глотнуть воздуха. По некоторым источникам, шелки — потомки людей, изгнанных в море за свои проступки. Вот почему их так тянет на сушу. Могут выходить из воды один раз в 9 ночей. Выходя из воды, сбрасывают с себя тюленью шкуру и принимают человеческое обличье, превращаясь по рассказам в темноволосых девушек или юношей. Нашедший сброшенную шелки шкуру может принудить шелки к супружеству. Дети от таких браков рождаются с перепонками между пальцев ног и обладают целительными способностями. Но такой брак, как и в случае с русалками, часто длится очень недолго.
Шелки часто сами ищут себе пару среди людей. Если человек найдёт на берегу красную шапку, это означает, что им заинтересовалась шелки. И если он принимает предложение, то должен прийти на следующий день на закате к берегу, где ему явится шелки.
Шелки представляются как миролюбивые и добрые существа необыкновенной красоты, но могут отомстить за обиды, вызывая шторм или переворачивая рыбацкие лодки.
Шелки можно вызвать, сев ночью на камень у воды и уронив в воду семь слезинок.

Сказка гласит, что некий рыбак шёл по берегу и вдруг услышал звонкий смех. Он подкрался поближе и увидел купающихся в море молодых людей. Неподалёку на песке лежали тюленьи шкуры. Рыбак стащил одну из них.

Когда все остальные перекинулись в тюленей и уплыли, на берегу осталась одна прелестная девушка. Она умоляла рыбака отдать ей шкуру, но тот отказался и вместо этого взял её в жены.

Они стали жить вместе, но жену рыбака тяготила неволя на чужбине, и она часто с тоской поглядывала на море. Как-то младшая дочка спросила её, что это такое серебристое лежит в сарае. Женщина бросилась в сарай, схватила шкуру и устремилась к морю. Когда она отплывала от берега, навстречу ей попалась лодка, в которой сидел рыбак. Он поглядел на тюленя и узнал взгляд жены, но было уже поздно.

## В искусстве
- Фильм «Тайна острова Роан-Иниш»;
- Мультфильм 2014 года «Песнь моря» ирландского режиссёра Томма Мура: главная героиня-девочка является шелки, как и её мать, тогда как её отец и брат — обычные люди;
- Рассказ Роберта Холдстока «Серебрение»;
- Мультфильм «Клуб Винкс»: в пятом сезоне феи находят шелки-хранительниц врат в Бескрайний Океан;
- Фильм 2009 года «Ундина»;
- Серия произведений Терри Гудкайнда «Хроники Никки»: в серии фигурирует народ шелки;
- В аниме и манге Невеста чародея единственным представителем народа шелки является Меритуули — фамильяр Линдела, друга и наставника главного героя.
- В книге «Превращение» Эмили Уитмэн.
- В серии книг «Город полумесяца» Сары Дж. Маас
- Трек Selkie группы Blackbriar
- Книга «Синяя соляная тропа» Джоанн Харрис